# 5725 Nördlingen
5725 Nördlingen eller 1988 BK2 är en asteroid i huvudbältet som upptäcktes den 23 januari 1988 av det amerikanska astronom paret Eugene M. och Carolyn S. Shoemaker vid Palomar-observatoriet. Den är uppkallad efter den tyska staden Nördlingen.
Asteroiden har en diameter på ungefär 7 kilometer och den tillhör asteroidgruppen Hansa.